# Antonín Hons
Antonín Hons, uváděn též jako Honc (7. srpna 1835 Nemyslovice – 21. dubna 1900 Nemyslovice) byl rakouský politik české národnosti z Čech, poslanec Českého zemského sněmu.

## Biografie
Narodil se v Nemyslovicích. Jeho otec Josef Hons byl sedlákem. Antonín Hons byl samoukem. Vzdělával se hlavně četbou. Pocházel z Nemyslovic a rodný statek spravoval s odbornou znalostí, takže jeho hospodářství patřilo k nejlepším na okrese. Působil jako obchodník. Byl členem správní rady spolkového cukrovaru. Na konci 19. století zastával úřad starosty Nemyslovic. Ve vesnici se po něm jmenuje památný strom Honsova lípa. Byl rolníkem a obchodníkem s uhlím v Nemyslovicích. Od roku 1865 zasedal v okresním zastupitelstvu v Mladé Boleslavi a od roku 1873 byl členem okresní školní rady tamtéž. Od roku 1882 zastával funkci náměstka předsedy mladoboleslavské Hospodářské záložny. Od roku 1885 byl rovněž předsedou politického klubu a místního odboru Národní jednoty severočeské (spolek na podporu českých menšin). Byl spoluzakladatelem a předsedou správní rady spolkového cukrovaru a zakladatelem okrašlovacího spolku.
V 60. letech se zapojil i do vysoké politiky. V zemských volbách v březnu 1867 byl zvolen na Český zemský sněm, kde zastupoval kurii venkovských obcí, obvod Mladá Boleslav, Mnichovo Hradiště, Bělá. V srpnu 1868 patřil mezi 81 signatářů státoprávní deklarace českých poslanců, v níž česká politická reprezentace odmítla centralistické směřování státu a hájila české státní právo. Čeští poslanci (Národní strana, staročeská) tehdy na protest praktikovali politiku pasivní rezistence (bojkotu sněmu). Byl následně zbaven mandátu pro absenci v září 1868. Manifestačně byl opětovně zvolen v září 1869. Mandát obhájil i v řádných zemských volbách v roce 1870 a zemských volbách v roce 1872. Česká pasivní rezistence tehdy pokračovala, takže Hons byl pro absenci opět zbaven mandátu ale zvolen v doplňovacích volbách roku 1873. V doplňovacích volbách roku 1874 místo něj do sněmu usedl Jan Krouský.
Zemřel v dubnu 1900 ve věku 65 let. Pohřben byl 25. dubna 1900 v Mladé Boleslavi.